# دشمن عزیز من
دشمن عزیز من (انگلیسی: My Dear Enemy; کره‌ای: 멋진 하루) یک فیلم جاده‌ای محصول سال ۲۰۰۸ کره جنوبی با بازی جون دو یون و ها جونگ وو است. این فیلم در ۲۵ سپتامبر ۲۰۰۸ منتشر شد.